# Polyrhachis hirsuta
Polyrhachis hirsuta är en myrart som beskrevs av Mayr 1876. Polyrhachis hirsuta ingår i släktet Polyrhachis och familjen myror. Inga underarter finns listade i Catalogue of Life.